# معركة التل الكبير
دارت معركة التل الكبير آخر مواجهات العرابيين مع الإنجليز بمنطقة التل الكبير بمحافظة الإسماعيلية وهزم فيها الجيش المصري ودخل الإنجليز بعدها القاهرة واستقبلهم الخديوي واستعرض القوات البريطانية ووقع عرابي في الأسر وحكم عليه بالإعدام ثم خفف للنفي لينتهي الأمر بأن تقع مصر تحت الاحتلال الإنجليزي.

## تمهيد

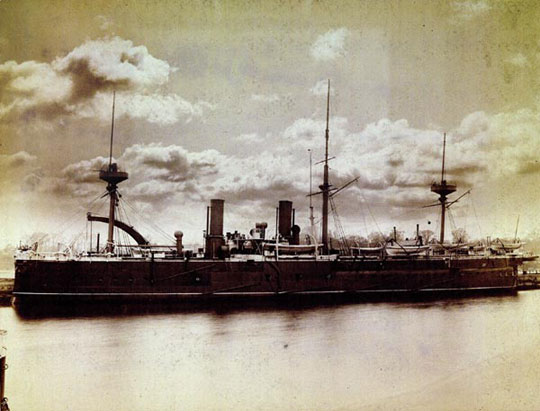
صورة لسفينة حرب مدرعة بريطانية (HMS Alexendra)

كان الإنجليز يتحينون الفرصة لاحتلال مصر بعد فشل الحملات الصليبية على مصر والشام وتحويل طريق التجارة لرأس الرجاء الصالح ومجيء ثم فشل الحملة الفرنسية على مصر والشام (1798-1801م) وبعد فشل حملة فريزر 1807 م وبعد تدمير إمبراطورية محمد علي بمعاهدة لندن 1840 م وبريطانيا تتحين الفرصة لغزو مصر.
وجاءت الفرصة في عصر الخديوي توفيق الذي قامت ضده ثورة شعبية في البلاد بقيادة الأميرلاي أحمد عرابي وهي ما تعرف بالثورة العرابية بسبب سوء الأحوال الاقتصادية، والتدخل الأجنبي السافر في شؤون مصر، ومعاملة رئيس الوزارة رياض باشا آنذاك القاسية للمصريين، واضطهاد الضباط المصريين في الجيش على حساب الأتراك والشركس، وأخذ الخديوي توفيق يبالغ في تصوير الموقف للأوربيين بأنه شديد الخطورة على مصالحهم حيث أن عرابي حسب وصفه كان وطنياً متطرفاً يكره كل ما هو أجنبي ويهدف إلى طرد كل الأجانب من مصر.
وقد زعمت بريطانيا حجة تدخلها بغرض حماية الأجانب ومصالحهم بمصر وأرسلت إنجلترا وفرنسا المذكرة المشتركة الأولى والثانية وبعد حوادث مذبحة الإسكندرية تدخل الأسطول الإنجليزي واقتحم الإسكندرية وفشلت تحصينات العرابيين في منع استيلاء الإنجليز عليها وتقدم الجيش الإنجليزي نحو كفر الدوار واستبسل الجيش المصري بقيادة «طلبة عصمت» فتقهقر الإنجليز عن البلاد ليفشلوا في دخولها من ناحية الشمال ويتحولوا للشرق مدعومين بمباركة دولية.

## معركة التل الكبير
معركة التل الكبير كانت بين الجيش المصري بقيادة عرابي زعيم الفلاحين ابن قرية هرية رزنة بمحافظة الشرقية والجيش الإنكليزي الذي فشل في احتلال البلاد من ناحية الإسكندرية فقدم من القناة. وكان عرابي قد فكّر في ردم القناة حتى لا يدخل الإنجليز للبلاد عن طريقها فرد عليه دوليسبس الفرنسي رئيس شركة قناة السويس آنذاك بأن القناة على الحياد ولا تسمح بدخول أساطيل حربية من خلالها، ولكنه سمح للإنجليز بالمرور.
في 13 سبتمبر عام 1882 م (الموافق 29 شوال 1299 هـ) الساعة 1:30 صباحاً فوجئت القوات المصرية المتمركزة في مواقعها في التل الكبير بمحافظة الإسماعيلية منذ أيام والتي كانت نائمة وقت الهجوم بقدوم الإنجليز مع بعض بدو الصحراء الذين أطلعوا الإنجليز على مواقع الجيش المصري تعاون بعض الضباط الذين ساعدوا الإنجليز على معرفة الثغرات في الجيش المصري، تزامن ذلك مع إعلان السلطان العثماني فرمان بعصيان عرابي بتحريض من إنجلترا؛ جعل الكثير من الأشخاص ينقلبوا ضده.
استغرقت المعركة أقل من 30 دقيقة وألقي القبض على أحمد عرابي قبل أن يكمل ارتداء حذائه العسكري (حسب اعترافه أثناء رحلة نفيه إلى سيلان).